# El argentino más inteligente
El argentino más inteligente fue un programa de televisión de entretenimiento y de concurso argentino, presentado por Jorge Lanata; que comenzó su emisión por El Trece el 27 de abril de 2016. Fue levantado tras cinco emisiones debido a los bajísimos niveles de audiencia. El programa marcó el regreso del periodista y animador al canal tras Periodismo para todos —y sus especiales—, esta vez en un género distinto. 
La premisa del programa se basa en la búsqueda de personas inteligentes, según la teoría de las inteligencias múltiples de Howard Gardner, la cual sostiene que hay seis tipos diferentes: Visual, Física, Musical, Lógica, Lingüística y Social.
Debido a los bajos niveles de audiencia en sus primeras dos emisiones, el conductor manifestó que «fue un fracaso», y en acuerdo con el canal, decidieron que se sólo se graben la mitad de las emisiones pautadas, por lo que El argentino más inteligente finalizó el 25 de mayo de 2016, en su quinta y última emisión.

## Formato
El programa es una adaptación de Canada`s Smartest Person, formato producido por Media Headquarters, que se transmitió entre 2012 y 2014, por el canal canadiense CBC. Desde El Trece, se presentó el producto a mediados de febrero, y fue promocionado en abril.
Cada programa enfrentaba a cuatro participantes, para cuya elección se hicieron una serie de audiciones en diferentes ciudades de la Argentina, como Rosario, Córdoba, Mendoza, y Salta.

## Crítica y recepción
El argentino más inteligente salió al aire después de la telenovela Los ricos no piden permiso y, por un lado, el periodista Ricardo Martín escribió para La Nación que «El episodio estreno tuvo una edición impecable y muy eficiente para mostrar a los participantes y explicar la mecánica del programa de manera ágil y clara. El inconveniente de la propuesta es que no es fácil seguir los juegos desde la casa y de esa manera, los televidentes solo tienen la posibilidad de observar lo que pasa en pantalla sin involucrarse, algo que suele ser la clave del éxito de muchos programas de entretenimientos». Además, dijo que «Mario Pergolini fue el invitado famoso a esta emisión en la que el ciclo hizo su aparición en sociedad. Fue divertida su interacción con Lanata y con los participantes. Su labor como jurado sin embargo fue cuestionable, ya que no se ajustó a ningún tipo de criterio objetivo. En este segmento como en otros apareció otro elemento no demasiado feliz: las intervenciones de la locutora que distraen a los participantes sin aportar nada esencial al desarrollo del juego. El circuito final tuvo otros problemas. El desarrollo es muy rápido y por momentos se vuelve confuso, aparte de que en ciertos fragmentos, como la prueba musical, los televidentes se quedan totalmente al margen ya que se observan solo las imágenes del participante con auriculares tocando botones sin que nos enteremos de lo que está escuchando.»
El portal web Televisión.com.ar señaló que «el programa de entretenimiento conducido por Jorge Lanata aparece como una propuesta diferente en su género dentro de la pantalla local. La diversidad de los distintos desafíos le aportó dinamismo al show y de esta forma el formato resulta de gran atractivo». calificándolo como «...una propuesta novedosa para nuestra pantalla, interesante para ver».

## Audiencia
La siguiente es una lista de los índices de audiencia que el programa logró en cada una de sus emisiones semanales en Argentina, según las dos medidoras, Kantar Ibope Media y PASCAL Sifema.
El programa, que en su primera emisión marcó 11.4 puntos, no puso sostener el nivel para el segundo, en el cual la media registró una baja de casi un cuarenta por ciento, midiendo 7.1 puntos de rating, quedando relegado en tercer lugar en su franja, detrás de Moisés y los diez mandamientos e Intratables. Por esta razón, se decidió terminar con el ciclo, tras cumplir cinco de las diez emisiones pautadas. El argentino más inteligente, al cabo de cinco emisiones en menos de un mes estando al aire, promedió 6.8 puntos de índice de audiencia, siendo éste un número muy bajo para el horario central del canal.
| 1 | Miércoles 27 de abril de 2016 | 22:44 - 23:53 | 11.4 | 10.8 | 34,2% | No (a Moisés y los diez mandamientos)                        | Cuarto          | Sexto            | [ 14 ] |
| 2 | Miércoles 4 de mayo de 2016   | 22:42 - 23:57 | 7.1  | 6.2  | 22,2% | No (a Moisés y los diez mandamientos)                        | Décimo quinto   | Décimo séptimo   | [ 17 ] |
| 3 | Miércoles 11 de mayo de 2016  | 22:42 - 00:10 | 6.1  | 5.7  | 19,3% | No (a Moisés y los diez mandamientos ni a La Leona)          | Vigesimosegundo | Vigésimo primero | [ 18 ] |
| 4 | Miércoles 18 de mayo de 2016  | 22:43 - 23:59 | 5.8  | 5.1  | 17,5% | No (a Moisés y los diez mandamientos ni a Gran Hermano 2016) | Vigesimoquinto  | Vigésimo séptimo | [ 19 ] |
| 5 | Miércoles 25 de mayo de 2016  | 22:46 - 00:04 | 4.3  | 3.9  | 13,1% | No (a Moisés y los diez mandamientos ni a Gran Hermano 2016) | Vigesimonoveno  |                  | [ 20 ] |

Notas
     Capítulo más visto.
     Capítulo menos visto.
1. ↑  Se cuenta sólo si superó a la competencia directa, según las mediciones de Ibope.